# Táin Bó Flidhais
Táin Bó Flidhais („Das Wegtreiben von Flidais’ Rindern“), auch Táin Bó Flidais oder Mayo Táin, ist der Titel einer Erzählung aus dem Ulster-Zyklus der irischen Mythologie. Überliefert ist eine altirische, aber kürzere und eine etwas längere Version aus dem 15. Jahrhundert. Die ältere Version geht der Táin Bó Cuailnge („Der Rinderraub von Cooley“) zeitlich voran. Im Leabhar Buidhe Lecain („Das Gelbe Buch von Lecan“) ist die Sage aufgezeichnet.

## Inhalt
Zur Zeit von König Ailill mac Máta und Königin Medb In der irischen Provinz Connacht wird von den beiden eine Strafexpedition in das County Mayo vorgenommen. Die wunderschöne Flidais, Gattin des Königs Oilill Fionn von Mayo, bewohnt mit diesem die Burgen Dún Flidhais am Südende des Loch na Ceathrún Móire und Dún Átha Féan westlich des Lough Conn bei Nephin (Néifinn). Flidais besitzt eine wunderbare weiße Kuh namens Maol, die so viel Milch gibt, dass bei einmal Melken 300 Männer mit ihren Frauen und Kindern genug bekommen. Auch Flidais’ Rinderherden sind sehr groß und sie hat vier Töchter, von denen eine Cú Chulainns Geliebte gewesen sein soll.
Der Auslöser für den Rinderraub ist der boshafte Bricriu, genannt Nemthenga („Giftzunge“), der Fergus mac Róich die Schönheit und den Reichtum Flidais’ schildert, um ihn mit seiner Geliebten Medb zu zerstreiten. Fergus kommt daraufhin mit einigen Gefolgsleuten nach Mayo und kämpft dort mit Flidais’ Gatten Oilill Fionn. Da das Schwert des Fergus von Ailill mac Máta aus Eifersucht gegen ein Holzimitat ersetzt worden war, wird er schließlich gefangen genommen. Als Medb davon erfährt, will sie ihren Liebhaber befreien, beginnt einen Feldzug und schließt die Burg ein, in der Fergus von Flidais gefangen gehalten wird. Flidais macht ihren Gatten betrunken, betrügt ihn mit Fergus und lässt die Truppen der Connachter in die Burg. Im Zweikampf schlägt Fergus schließlich Oilill Fionn den Kopf ab und bringt ihn als Brautgeschenk zu Flidais. Die Burgen werden zerstört und Fergus nimmt Flidais und die Kuh Maol als Beute mit nach Connacht. Es wird erzählt, dass nur Flidais den unstillbaren sexuellen Appetit von Fergus mac Róich zu befriedigen vermag, der sonst sieben Frauen braucht.
Die Sage Táin Bó Flidhais hat in Mayo etliche lokale Versionen, die sich jedoch nur in Details unterscheiden. Auch sind einige Figuren und Ereignisse hier etwas anders geschildert, als in der Táin Bó Cuailnge.